# Pierre Vernet (acteur)
Pour les articles homonymes, voir Pierre Vernet et Vernet.
Pierre Vernet est un acteur français.

## Filmographie

### Cinéma
- 1940 : Brazza ou l'Épopée du Congo : Le docteur Ballay
- 1941 : Madame Sans-Gêne : Leroy
- 1942 : La Duchesse de Langeais
- 1945 : Le Père Goriot : Maxime de Trailles (en tant que Vernet)
- 1947 : Capitaine Blomet
- 1947 : La Kermesse rouge
- 1954 : Sur le banc
- 1956 : Bébés à gogo
- 1961 : Une aussi longue absence : Le politique
- 1962 : Le Gentleman d'Epsom
- 1962 : Le Soupirant : L'homme avec la fille dans la scène du parc (non crédité)
- 1963 : Judex
- 1963 : Maigret voit rouge
- 1963 : Mélodie en sous-sol
- 1965 : Le Vampire de Düsseldorf : Un père (non crédité)

### Télévision

#### Séries télévisées
- 1960 : Les Cinq Dernières Minutes (Épisode 15, saison 1 : Un Poing final) de Claude Loursais : L'oculiste
- 1964 : L'Abonné de la ligne U

#### Téléfilms
- 1968 : Coup de maître : Roger
- 1969 : Le Vol du Goéland : Le président du tribunal
- 1973 : Les Malheurs de la comtesse : Le directeur de la prison.